# Borato de fenilmercurio
El borato de fenilmercurio  es un compuesto químico con fórmula C6H7BHgO3  que ha demostrado eficacia como antiséptico y desinfectante. Pertenece al grupo de los compuestos orgánicos de mercurio, también llamados compuestos organomercuriales o compuestos organomercúricos.
Se utiliza como conservante generalmente preparaciones oftálmicas  por sus propiedades antisépticas; aunque también se puede encontrar en otro tipo de formulaciones tópicas y parenterales. Su principal ventaja es la de ser de muy amplio espectro y poseer propiedades que ayudan a la estabilización de la fórmula, prolongando su duración. Sin embargo, puede ser inactivado por proteínas y sustancias no iónicas.

## Mecanismo de acción
La gran reactividad del borato de fenilmercurio con las proteínas de las membranas celulares conduce a inhibiciones que justifican su poder antibacteriano. Se ha demostrado que, incluso en bajas concentraciones, es capaz de inhibir cuatro funciones metabólicas : respiración celular, síntesis de proteínas, de ADN y de ARN.

## Metabolismo y excreción
El borato de fenilmercurio, así como el resto de compuestos orgánicos derivados del mercurio, se absorbe en el tracto gastrointestinal desde donde se distribuye al torrente sanguíneo. La excreción de mercurio en animales y seres humanos está directamente relacionada con el peso corporal y tiene una duración media biológica de 39 – 70 días. Las hembras lactantes presentan una vida media para la excreción más baja. Para medir la cantidad de mercurio en sangre se puede analizar la cantidad de mercurio en cabello, ya que presentan valores similares.

## Perfil de toxicidad
Su principal problema radica en su toxicidad, ya que las formas orgánicas del mercurio son las más tóxicas e irritantes. Es por esto que actualmente su uso está bastante limitado. A pesar de esto, en comparación con otros compuestos derivados del mercurio como el mercurocromo (también con propiedades antisépticas), el borato de fenilmercurio  es veinte veces más activo y menos tóxico que el anterior. Los efectos tóxicos del borato de fenilmercurio tendrán unas manifestaciones u otras en función de si es ingerido, inhalado o absorbido a través de la piel.
Forma parte de la fórmula de colirios en los que funciona como estabilizante, pese a que puede producir reacciones alérgicas en el ojo. Lo mismo ocurre cuando se incluye en fármacos o fórmulas cosméticas de aplicación cutánea; puede producir reacciones locales en la piel como dermatitis de contacto o decoloración (mejillas, dedos rosados). Otros síntomas habituales son la parestesia o picazón, el ardor y el dolor (propios de la neuropatía periférica),  la descamación y el edema (hinchazón).
Aunque su uso más habitual es el de excipiente en formulaciones de aplicación tópica también se encuentra formando parte de  fármacos parenterales en los que puede llegar a producir reacciones alérgicas.
No obstante los efectos de la toxicidad del borato de fenilmercurio sobre la salud no se reducen a los citados. La exposición a niveles altos de mercurio (incluyendo sus derivados orgánicos) puede dañar permanentemente los riñones, el cerebro y el feto en desarrollo. La toxicidad a nivel cerebral se manifiesta con temblores, irritabilidad, timidez, problemas de memoria y cambios en la visión o el oído.
La intoxicación por mercurio (Hg) también puede causar el síndrome de Hunter-Rusell y la enfermedad de Minamata. Otro tipo de intoxicación por Hg y derivados en niños es la acrodinia que se caracteriza por dolor y decoloración rosada en pies y manos. Sin embargo, no está incluida en la lista de IARC de posibles carcinógenos.                                           La dosis letal es similar a la de todos los compuestos orgánicos de mercurio y es de 100 mg para un humano adulto.

### Mecanismo de toxicidad
Las hipótesis más aceptadas defienden que la toxicidad de este compuesto está ligada a la alta afinidad del ion mercúrico (Hg2+) a los grupos tiol o sulfhidrilo de algunas proteínas. Esto puede promover el estrés oxidativo y la peroxidación lipídica así como cambios en el metabolismo del grupo hemo.
Las reacciones alérgicas pueden deberse a la modificación de las moléculas de clase II del complejo de histocompatibilidad principal (MHC), los receptores de células T o las moléculas de adhesión a la superficie celular.
También se ha demostrado que el mercurio se une a enzimas microsomales y mitocondriales produciendo lesiones e incluso la muerte celular. Esto derivaría en una disfunción mitocondrial.
Otro de los mecanismos de toxicidad del mercurio está causado porque inhiben las acuaporinas deteniendo el flujo de agua a través de la membrana celular. También inhibe la proteína LCK que interfiere en la señalización de las células T y la depresión del sistema inmunitario.
Algunos autores defienden que a nivel neurona  inhibe la excitabilidad al interaccionar con la barrera hematoencefálica.
Como todos los organomercúricos interfiere en la acción de la tubulina causando inhibición de la mitosis y por tanto, impidiendo la reproducción celular.

### Tratamiento
Mediante descontaminación inmediata y terapia de quelación con ácido dimercaptosuccínico (DMSA),ácido dimercaptopropanosulfónico (DMPS) o dimercaprol.